# Marienschrein
Der Marienschrein im Aachener Dom ist ein um 1220 vom Kapitel des Aachener Marienstifts in Auftrag gegebener und 1239 vollendeter Reliquienschrein. Das Kunstwerk, das der Übergangszeit von der Romanik zur Gotik zuzuordnen ist, gehört neben dem Karlsschrein zu den bedeutendsten Goldschmiedearbeiten des 13. Jahrhunderts.

## Funktion und Tradition

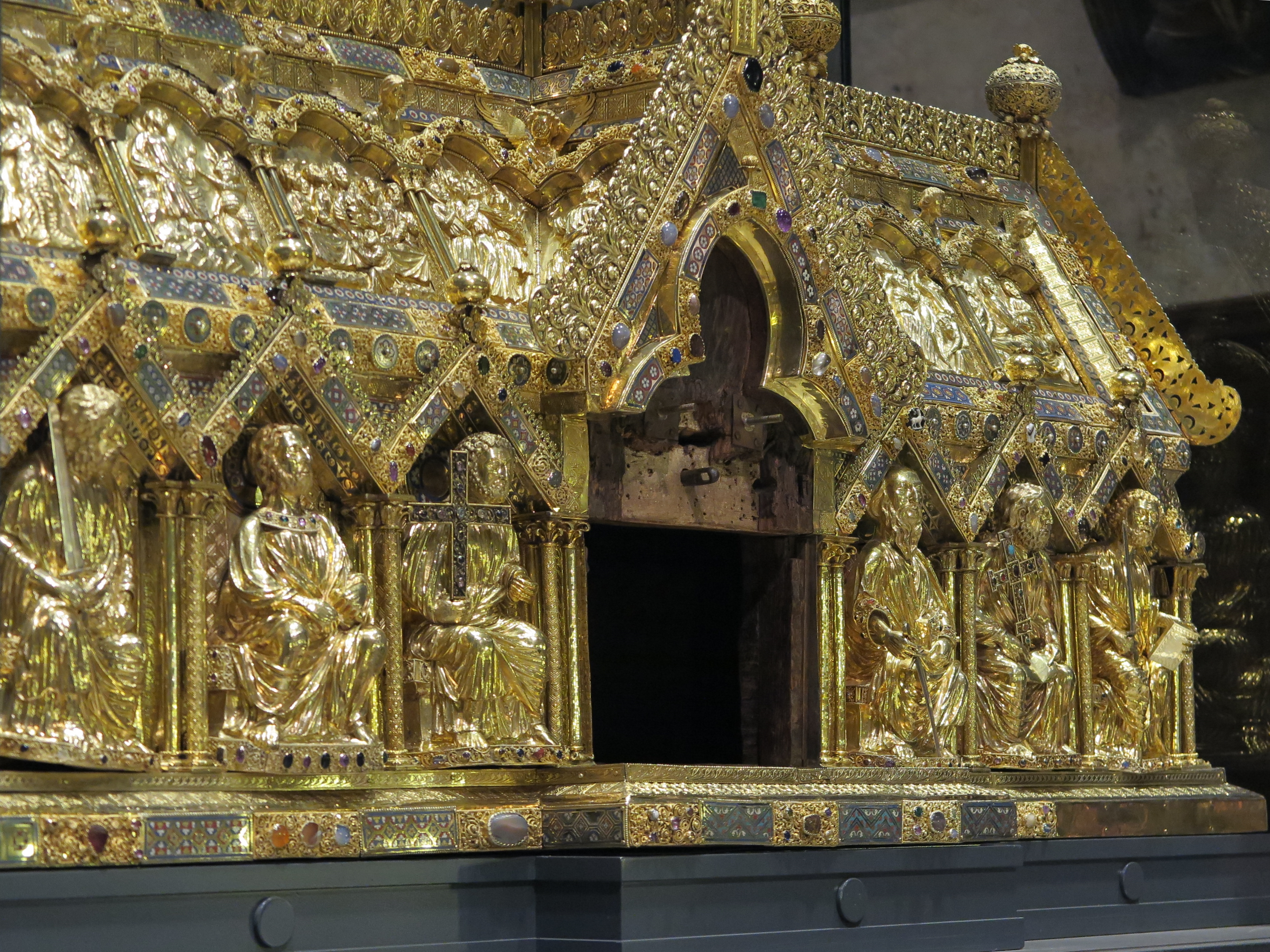
Der während der Heiligtumsfahrt geöffnete Marienschrein

Der Schrein dient der Aufbewahrung der vier großen Berührungsreliquien und Heiligtümer des Aachener Doms. Diese sind im Einzelnen: die Windeln und das Lendentuch Jesu, das Kleid Mariens und das Enthauptungstuch Johannes’ des Täufers, die nachweislich seit dem Pestjahr 1349 alle sieben Jahre der Bevölkerung und den Pilgern im Rahmen der Aachener Heiligtumsfahrt gezeigt werden. Darüber hinaus war er bis zum 19. Jahrhundert der Aufbewahrungsort für das Kästchen Noli me tangere („Rühr mich nicht an“), eine silbervergoldete Schatulle mit geheimnisvollem Inhalt.
Nach altem Brauch ist der Marienschrein mit einem kunstvoll bearbeiteten Schloss versiegelt, welches zusätzlich noch mit Blei ausgegossen wird. Der dazugehörige Schlüssel wird von zwei Goldschmiedemeistern zersägt. Den Kopf des Schlüssels erhält das Domkapitel, der Bart wird den Stadtoberen ausgehändigt, was sich aus dem sogenannten Kustodien- bzw. Konkustodienrecht, also dem mit dem Domkapitel geteilten Mitaufbewahrungsrecht und Wächteramt an den Heiligtümern, heraus erklärt. Zu Beginn einer jeden Heiligtumsfahrt wird dann das Schloss zerschlagen, um den Schrein erneut zu öffnen. Die nicht mehr verwendeten Schlösser werden in einer Dauerausstellung der Aachener Domschatzkammer präsentiert. Diese Vorhängeschlösser waren bis einschließlich 1881 noch ohne besondere Verzierung, und erstmals ab 1888 kreierte der Aachener Stiftsgoldschmied Bernhard Witte Schlösser mit Schmuck oder Wappenbildern, um ihnen dadurch eine besondere Bedeutung zu verleihen. Ihre künstlerische Gestaltung, die in der Regel vom Stifter des Schlosses zusammen mit dem von ihm beauftragten Goldschmied entwickelt wird, ist entsprechend dem sich wandelnden Zeitgeschmack vielfältig. So greift z. B. das Schloss von 1986 das Logo des parallel zur Heiligtumsfahrt in Aachen stattfindenden Katholikentags auf. Das seit dem Ende der Heiligtumsfahrt 2014 verwendete Schloss wurde von Michaela und Michael Wirtz gestiftet und ist nach der Himmelsscheibe von Nebra gestaltet.

## Form und Gestaltung
Der Schrein ist 95 cm hoch, 54 cm breit und 184 cm lang und hat die Form einer einschiffigen Basilika mit einem kurzen Querhaus. Im Kern ist er aus Eichenholz. Darüber ist Silber, getrieben und vergoldet, gravierte Leisten, opake Silberemails, Filigrane mit Steinbesatz, sowie antike und mittelalterliche Steinschnitte. Mehr als 1000 Edelsteine wurden bei der Erstellung des Kunstwerkes verarbeitet. Auf den beiden Längsseiten sind die feuervergoldeten Figuren der zwölf Apostel dargestellt. Die vier Kopfseiten zieren Darstellungen von Christus, Mutter Maria mit dem Gotteskind, Papst Leo III. und Karl dem Großen. Die Dachflächen zeigen in Goldreliefs Szenen aus dem Leben Jesu.

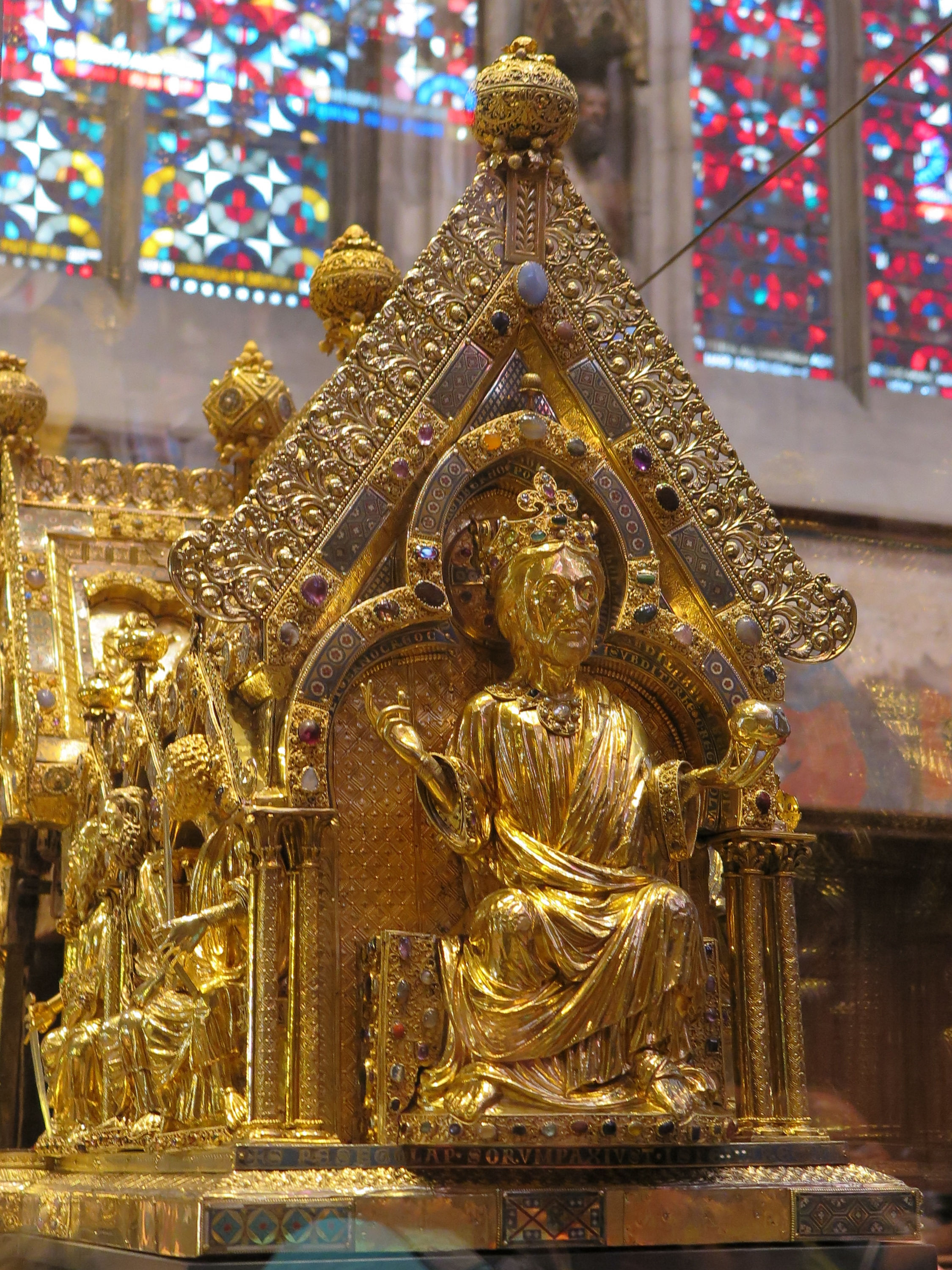
Christus
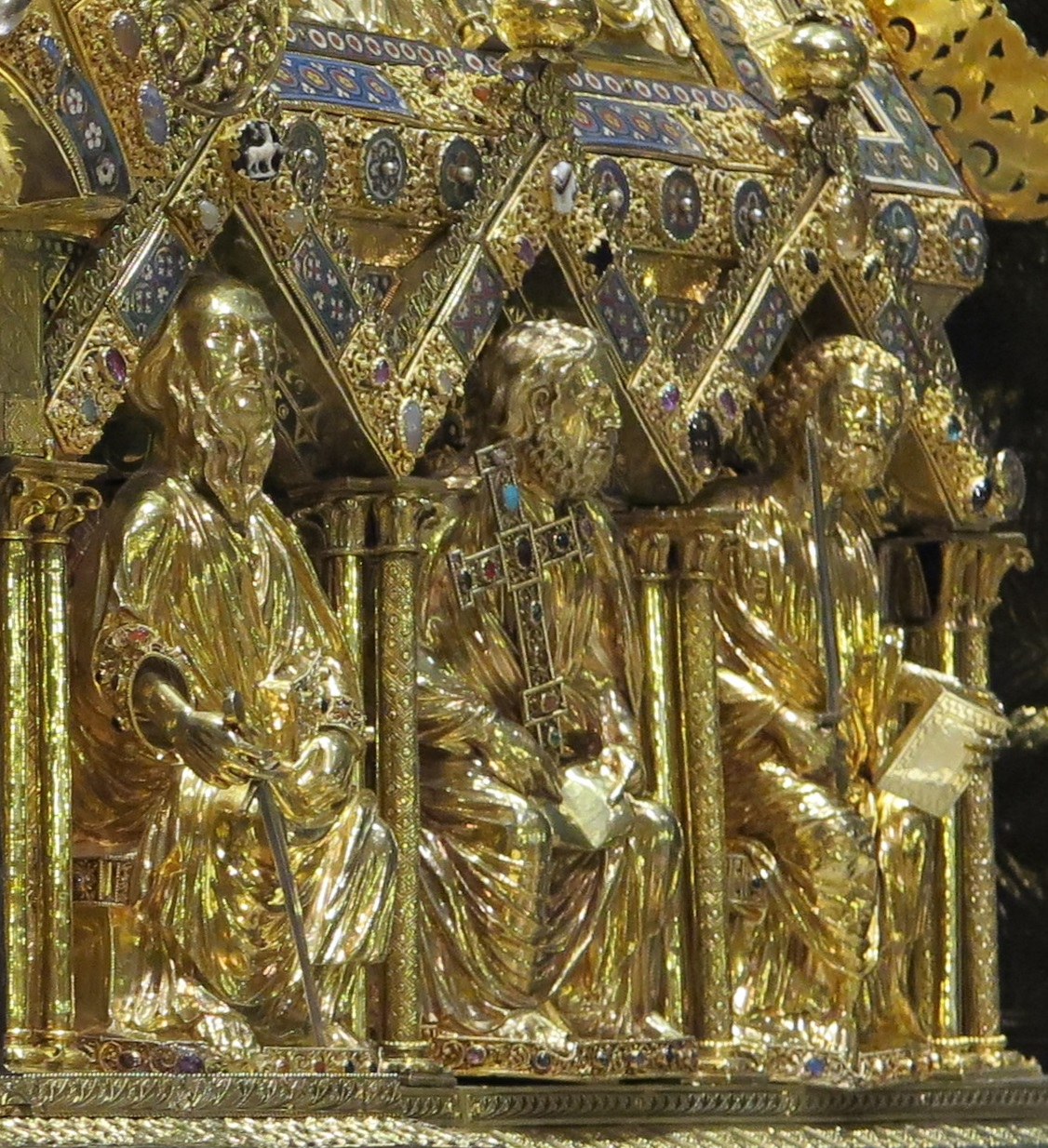
Die Apostel Paulus, Andreas und Philippus
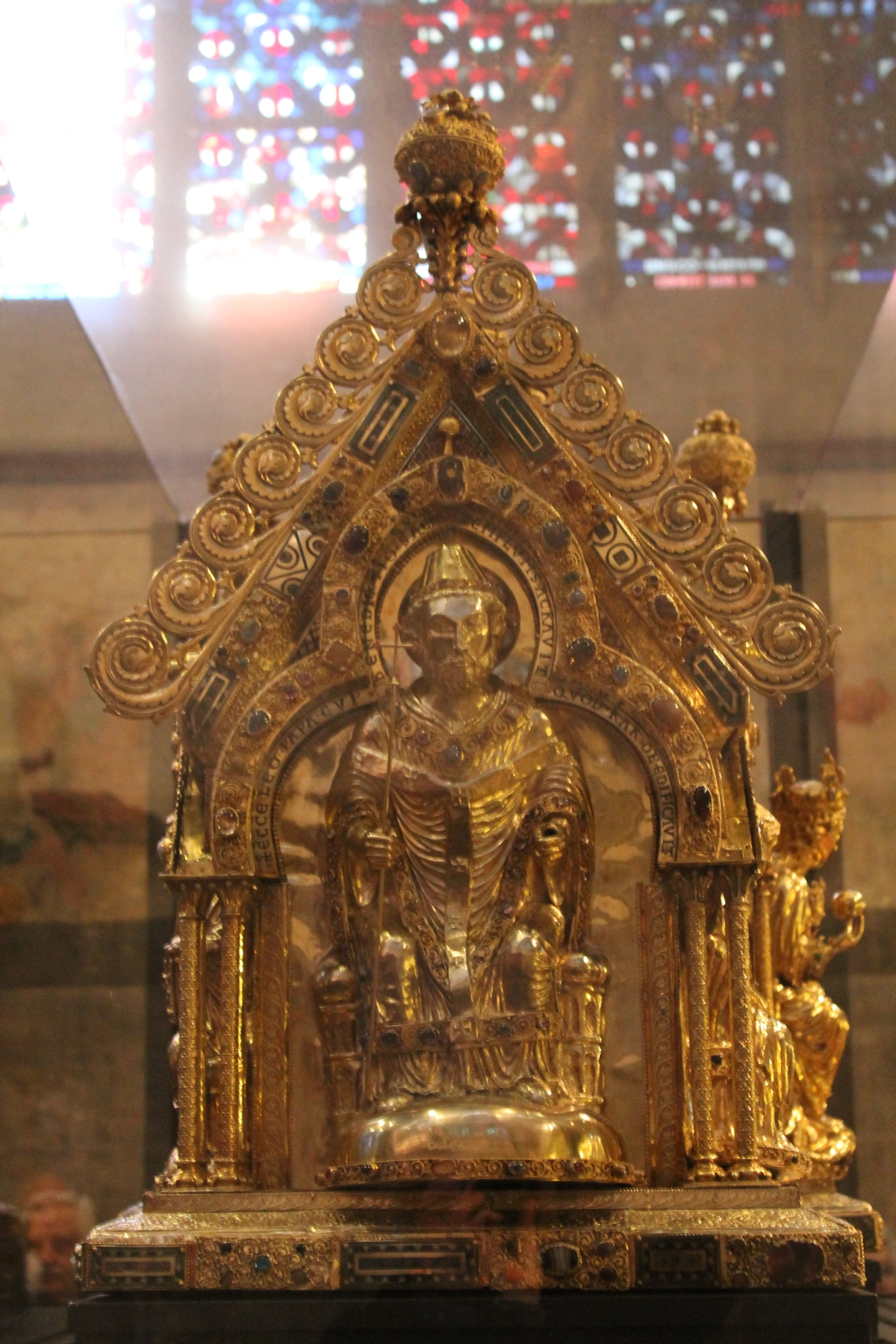
Leo III.
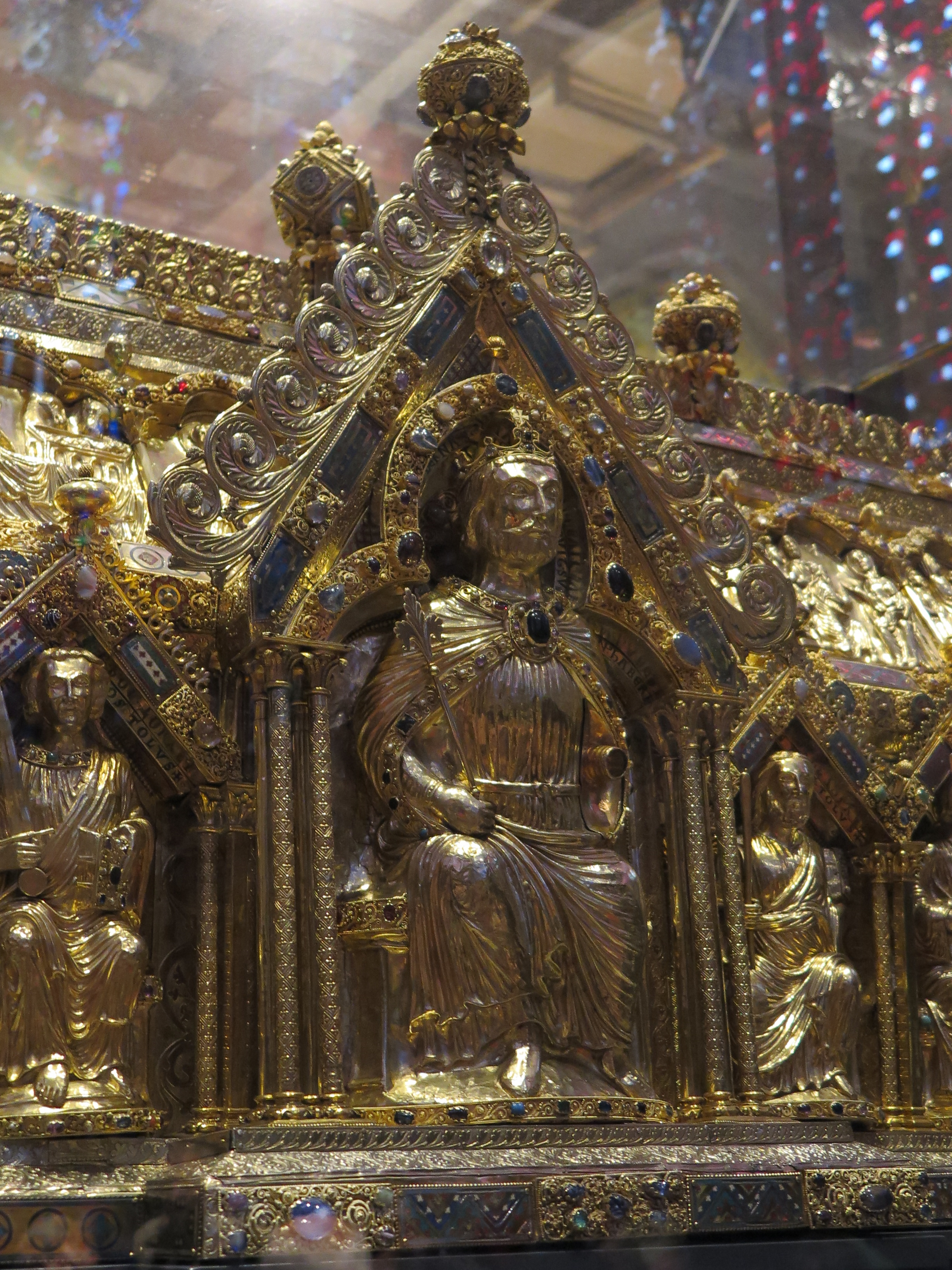
Karl der Große
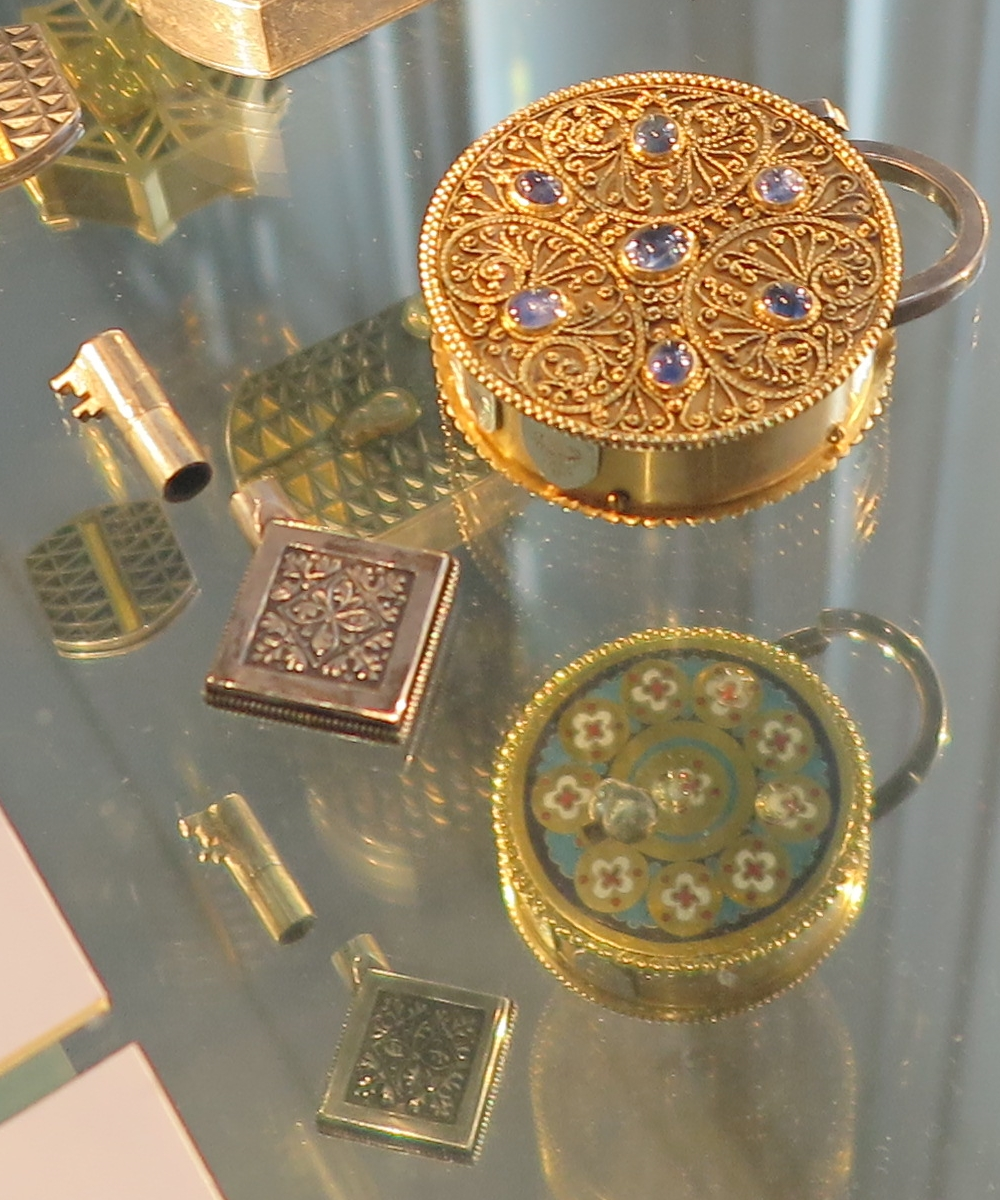
Schloss samt zersägtem Schlüssel

## Einordnung
Stilistisch steht der Marienschrein in der Tradition der rheinisch-maasländischen Schreine der Spätromanik, weist jedoch bereits eine Auseinandersetzung mit der beginnenden Gotik auf. Vermutlich haben zumindest zwei Goldschmiede an dem Werk gearbeitet: Während der ältere noch im Stil des Karlsschreins arbeitete, schuf der jüngere im gotischen Stile plastischere und individuellere Figuren. Es lassen sich zudem durch die zahlreichen ornamentalen Details Einflüsse auf die Werkstatt des Remaclusschreins (um 1240) in Stavelot nachweisen.

## Restaurierung
Durch die jahrhundertelangen Belastungen während der Heiligtumsfahrten sowie durch das Mitführen bei den dazugehörigen Prozessionen kam es zu deutlichen Schäden am Marienschrein. Das vergoldete Silber war angelaufen, einige Teile hatten sich gelöst, andere waren nur behelfsmäßig repariert worden und wiesen Beulen, Risse und Löcher auf. Deshalb wurde er von 1989 bis 2000 in der Goldschmiedewerkstatt des Aachener Doms gesichtet und konserviert. Über 3000 Einzelteile mussten abgelöst, gereinigt und restauriert werden. Diese Restaurierungsarbeiten wurden in allen Phasen vom WDR dokumentiert. Seit März 2000 steht der Marienschrein wieder an seinem Platz in einer Vitrine in der Chorhalle des Aachener Doms. Jedes Jahr wird er inspiziert und nach Bedarf aus der Vitrine geholt und gereinigt.